# 1984 na Alemanha
Esta é uma cronologia dos fatos acontecimentos de ano 1984 na Alemanha.

## Eventos
- 23 de maio: A eleição presidencial é realizada no Alemanha Ocidental.
- 17 de junho: As eleições parlamentares na União Europeia são realizadas na Alemanha Ocidental.
- 22 de setembro: O Chanceler da Alemanha Helmut Kohl e o presidente da França François Mitterrand comemoram juntos frente ao ossuário existente no Forte Douaumont, em Verdun, para a troca de um aperto de mãos carregado de emoção.